# Возный
Во́зный (лат. ministerialis) — должностное лицо в судах низшего уровня в Польше и Великом княжестве Литовском. Возный вручал повестки («по́зывы») для явки в суд, а также исполнял обязанности следователя, судебного исполнителя и пристава. Назначался воеводой из местных шляхтичей по выбору земского суда и шляхты. После принесения присяги имя возного записывалось в актовые книги, после чего он считался вступившим в должность. В каждом повете было несколько возных, главного из которых называли генералом («енерал», лат. ministerialis generalis). До введения должности возного на территории Великого княжества Литовского его обязанности исполнял виж.
Как следователь возный свидетельствовал побои, кражи, изнасилования и др. Его записи («реляции») регистрировались в судебных книгах, а на судебных заседаниях он свидетельствовал об увиденном и услышанном. Эти реляции и свидетельства возного считались весомыми судебными доказательствами. При исполнении обязанностей должен был иметь при себе понятых («сторону») — двух шляхтичей «веры годных», то есть тех, кто внушал доверие. Как судебный пристав возный следил за порядком в зале во время судебного заседания. За свою работу получал награждение от лиц, по делам которых действовал, в размере, определённом законом. Возный также осуществлял ввод во владение и приказывал крестьянам повиноваться новым владельцам земли, запись ввода в актовые книги называлась intromissya (лат. intromissio). Статутом Великого княжества Литовского 1588 года устанавливалась неприкосновенность личности возного, а также наказание за неисполнение им своих служебных обязанностей или превышение полномочий. За оскорбление возного устанавливался двойной штраф и двадцатинедельное тюремное заключение, а за убийство возного или «стороны» при исполнении обязанностей — смертная казнь.
Согласно Статуту Великого княжества Литовского 1588 года, возный должен был приносить следующую присягу:
| | Я, н.[айме], присегаю пану богу в тройцы единому на томъ, ижъ я, будучи вознымъ в томъ повете, маю веръне, цнотливе, побожне и справедливе на томъ вряде заховатисе, позвы и всякие листы его м[и]л[о]сти, г[о]с[по]д[а]ръские, и врядовые справедливе и пилне относити и отдавать и на именьяхъ покладать. Тежъ правдиве то, на што буду от стороны взят и што справедливе видеть и слышеть буду, кгвалъты, бой, раны и шкоды огледавъши, правдиве до книгъ врядовыхъ заразомъ без проволоки сознавать и все инъшое справовать, што належить врядови моему, не за посулами, не за подаръками, ани для обетницъ, ани за приязнею, ани за неприязнею, ани з боязни, ани боячисе жадъныхъ погрозокъ, одно водлугъ бога и светое справедливости поступуючи, и кождому потребуючому безь жадныхъ змышленыхъ вымовъ и проволоки на потребы правъные ездити. Такъ ми, боже, поможи, а если несправедливе - боже, ме убий. |  | Я, N, присягаю Господу Богу, в Троице единому в том, что я, будучи возным в этом повете, обязан верно, добродетельно, набожно и справедливо на этой должности находиться, позвы и всякие документы его милости господаря и правительства справедливо и старательно относить и отдавать и в имениях вручать. Также правда то, на что буду стороной взят и что действительно видеть и слышать буду, насилие, побои, причинение ранений и вреда осмотрев, честно в книги судебные без задержки заносить и всё остальное делать, что надлежит мне по должности, не за обещания, не за подарки, не для обещаний, не ради приязни или неприязни, не из страха, не из боязни любых угроз, только согласно Богу и святой справедливости делая, и каждому, кто ощущает потребность, без никаких надуманных условий и проволоки на потребы правовые ездить. Так мне, Боже, помоги, а если не справедливо - Боже, меня убей. |  |
| Артыкулъ 8. О уставъленью возныхъ и присязе ихъ. Раздел 4. О судьях и о судех // Статут Вялікага княства Літоўскага 1588 г. // Вялікае княства Літоўскае. Энцыклапедыя. - Т. 3. - Мн., 2010. - С. 550-689. | |  | |  |